# David Brown
|  | Per a altres significats, vegeu «David McDowell Brown». |

David Brown (Nova York, Estats Units, 28 de juliol de 1916 – 31 de gener de 2010) va ser un productor estatunidenc. Va començar la seva carrera com a periodista al The Saturday Evening Post, Harper's and Collier's abans de convertir-se en editor a Cosmopolitan.
- 1973: SSSSSSS
- 1973: El cop (The Sting)
- 1974: Willie Dynamite
- 1974: Boja evasió (The Sugarland Express)
- 1974: El molí negre (The Black Windmill)
- 1974: The Girl from Petrovka
- 1975: Llicència per matar (The Eiger Sanction)
- 1975: Tauró (Jaws)
- 1977: MacArthur
- 1978: Jaws 2
- 1980: The Island
- 1981: Veïns (Neighbors)
- 1982: Veredicte final (The Verdict)
- 1985: Cocoon
- 1985: Target
- 1988: Cocoon: The Return
- 1989: Driving Miss Daisy
- 1991: Women & Men 2: In Love There Are No Rules (TV)
- 1992: The Player
- 1992: Alguns homes bons (A Few Good Men)
- 1993: The Cemetery Club
- 1993: Rich in Love
- 1993: Watch It
- 1995: Canadian Bacon
- 1996: A Season in Purgatory (TV)
- 1997: The Saint
- 1997: Kiss the Girls
- 1998: Deep Impact
- 1999: Angela's Ashes
- 2000:  Chocolat
- 2001: Along Came a Spider
- 2002: Framed (TV)
- 2002: La importància de ser franc (The Importance of Being Earnest)

## Premis
- 1991: Premi Irving G. Thalberg a la 63a cerimonia dels Oscars
- 1976: Nominat a l'Oscar a la millor pel·lícula - Jaws[2]
- 1983: Nominat a l'Oscar a la millor pel·lícula - Veredicte final[2]
- 1993: Nominat a l'Oscar a la millor pel·lícula - Alguns homes bons[2]
- 2001: Nominat a l'Oscar a la millor pel·lícula -  Chocolat[2]